# Murgap
 Murgap è il capoluogo dell'omonimo distretto, situato nella provincia di Mary, in Turkmenistan. 
| Controllo di autorità | VIAF (EN) 317278229 |